# BPM Entertainment
BPM Entertainment (tiếng Hàn: 비피엠 엔터테인먼트), còn được gọi là Big Planet Made, là một công ty giải trí Hàn Quốc được thành lập vào năm 2021. Nghệ sĩ hiện tại bao gồm nhóm nhạc nữ Viviz và nghệ sĩ solo Soyou, Huh Gak, Ha Sung-woon, Lee Mujin và rapper BE'O. Ngày 1/4/2024, Taemin thông báo gia nhập BPM sau khi kết thúc hợp đồng với SM Entertainment.

## Lịch sử
Ngày 29 tháng 9 năm 2021, Soyou ký hợp đồng với BPM Entertainment sau khi rời Starship Entertainment. Cô là nghệ sĩ đầu tiên ký hợp đồng với công ty.
Ngày 6 tháng 10 năm 2021, có thông báo rằng Eunha, SinB và Umji — các cựu thành viên của GFriend — đã ký hợp đồng với BPM Entertainment và sẽ ra mắt với tư cách là một bộ ba. Ngày 8 tháng 10, tên của nhóm được công bố là Viviz. Nhóm ra mắt vào ngày 9 tháng 2 năm 2022 với mini album đầu tay Beam of Prism.
Ngày 27 tháng 10, Huh Gak ký hợp đồng với BPM sau khi hết hạn hợp đồng với IST Entertainment.
Ngày 24 tháng 12, cựu thành viên của Wanna One, Ha Sung-woon ký hợp đồng với BPM sau khi hết hạn hợp đồng với Star Crew Entertainment.
Ngày 1/3/2022, Lee Mujin được công bố gia nhập BPM.
Ngày 8/3/2022, rapper BE'O gia nhập BPM, công ty quản lý trước đó của Be'o là FameUs ent sẽ cùng BPM phụ trách đồng sản xuất và quản lý các hoạt động của anh.
Ngày 29/4/2022, diễn viên Jo Soomin được công bố gia nhập BPM.
Ngày 3/5/2022, cặp đôi rapper Mighty Mouth được công bố .
Ngày 7/5/2022, BPM công bố Choi Mingi (Ren) - cựu thành viên NU'EST sau khi rời PLEDIS Entertainment.
Ngày 1/4/2024, BPM công bố Lee Taemin (SHINee) gia nhập công ty sau thông báo rời SM Entertainment trước đó.

## Nghệ sĩ

### Nhóm nhạc
- Viviz
- Mighty Mouth

### Solo
- Soyou
- Huh Gak
- Ha Sung-woon
- Lee Mujin
- BE'O
- Choi Mingi (Ren)
- Lee Taemin

### Diễn viên
- Jo Soomin